# Uccise la famiglia e andò al cinema
Uccise la famiglia e andò al cinema (Matou a Família e Foi ao Cinema) è un film del 1969 scritto e diretto da Júlio Bressane.
L'Associação Brasileira de Críticos de Cinema (Abraccine) l'ha inserito tra i cento migliori film brasiliani di tutti i tempi.

## Trama
Un uomo uccide i genitori a rasoiate e come se niente fosse accaduto si reca subito dopo in un cinematografo che proietta cortometraggi.